# 盖利尔大厅
盖利尔大厅（Gallier Hall）是美国新奥尔良的一座历史建筑，原为该市的市政厅，现在仍为市政用途。 
盖利尔大厅位于新奥尔良中央商务区的圣查尔斯大道，面对拉法耶特广场。这座市政厅建筑由著名建筑师盖利尔设计，1845年开工建造，1853年5月10日竣工。盖利尔大厅是一座三层大理石建筑，门前两排新古典主义风格的爱奥尼亚柱。
盖利尔大厅作为市政厅使用了一个世纪，见证了内战和重建时期的许多重要事件。  
1950年代，市政厅迁往邓肯广场的现代建筑群，盖利尔大厅目前是一个会议中心、接待大厅和剧院。新奥尔良狂欢节期间会在此停留举行仪式。市长就职典礼在此举行，一些值得尊敬的名人死后会暂停于此。